# Нина Цили
Марија Кјара Фраскета (итал. Maria Chiara Fraschetta; рођена 2. фебруара 1980), познатија под својим сценским именом Нина Цили (итал. Nina Zilli), је италијанска кантауторка. Током музичког фестивала у Санрему, Цилијева је изабрана да представља Италију на Песми Евровизије 2012. године у Бакуу, Азербејџан.

## Биографија

### Детињство и рана каријера
Нина Цили је рођена 2. фебруара 1980. у Пјаченци, Италија, а одрасла је у Госоленгу, девет километара југозападно од Пјаченце. Након пресељења у Ирску, почела је да пева уживо, а у узрасту од тринаест година кренула је да студира оперско певање на Конзерваторијуму. Године 1997. је основала је свој први бенд, Џерксе. Након завршетка средње школе у Лицеуму у Пјаченци, провела је две године у Сједињеним Државама, живећи у Чикагу и Њујорку.
На телевизији је дебитовала као видео џокеј на МТВ-у, а затим као један од водитеља најновијег издања емисије Roxy Bar Реда Ронија. У међувремену, са својим новим бендом Кјара е љи Скури (итал. Chiara e gli Scuri), основаном 2000. године, кренула је да снима песме. Године 2001, бенд је у продају пустио сингл Tutti al mare. Такође, бенд је почео да ради на албуму, који никада није објављен, због неслагања са издавачком кућом. Током исте године, Цилијева је започела своје академске студије, а касније је дипломирала односе са јавношћу на Универзитету у Милану.